# Заговор Пацци

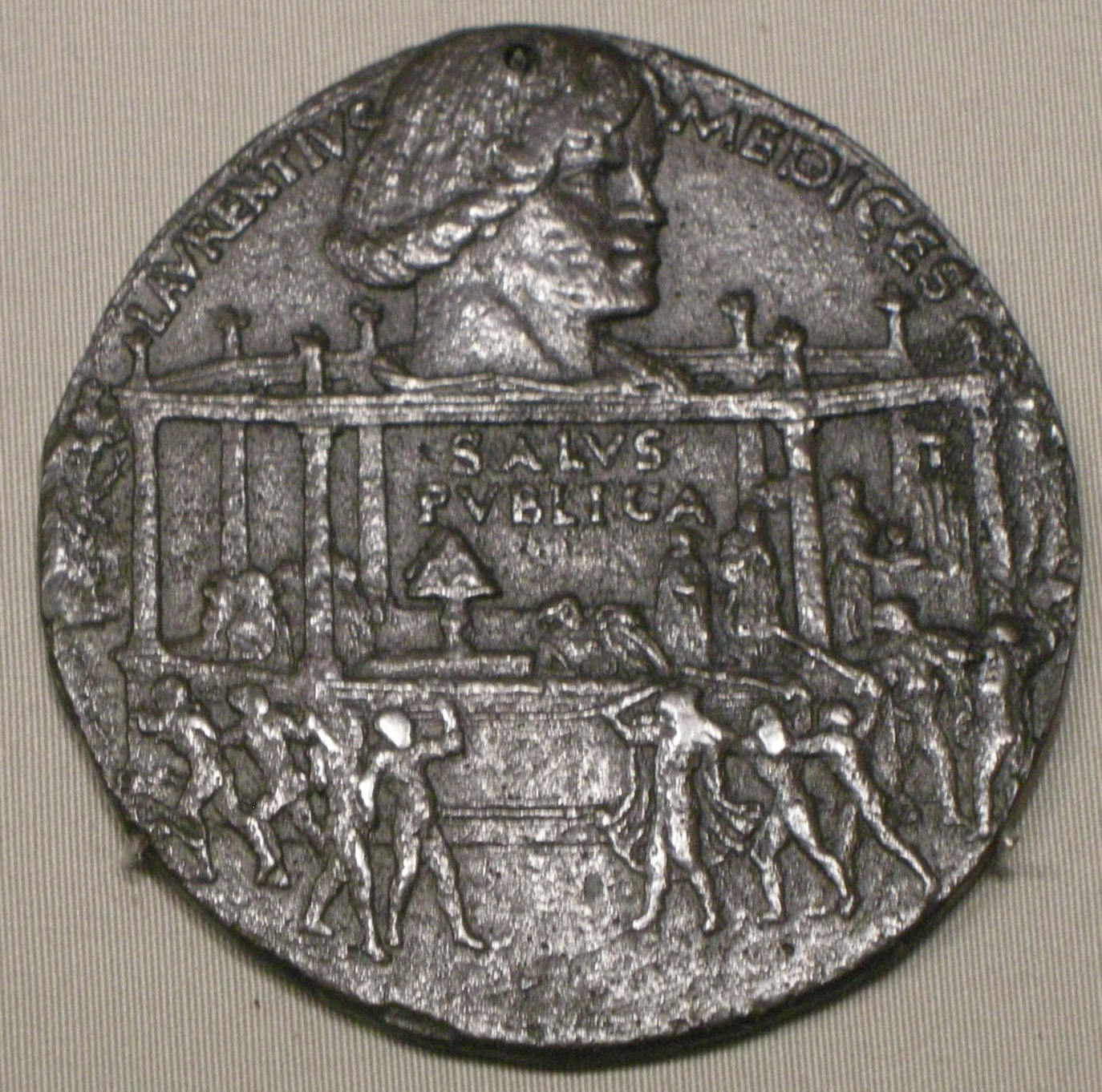
Медаль Бертольдо ди Джованни (1478 г.) с портретом Лоренцо Медичи и покушением Пацци.

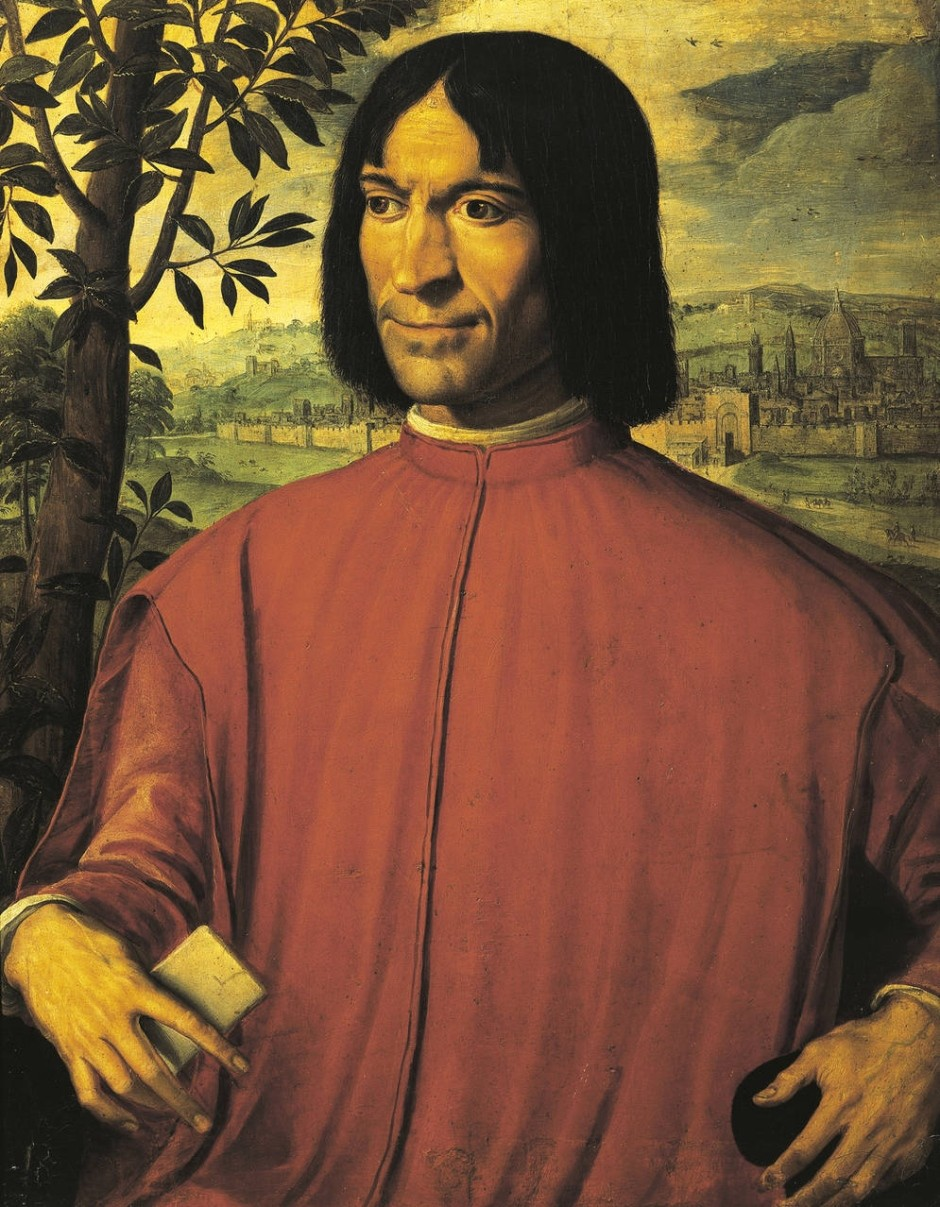
Джироламо Маккьетти. Портрет Лоренцо де Медичи. Ок. 1460

Заговор Пацци — заговор среди флорентийских патрициев и их сторонников, состоявшийся 26 апреля 1478 года, направленный на свержение правящей во Флоренции династии Медичи путём убийства главы династии Лоренцо Медичи и его брата Джулиано. На их место должны были стать Франческо де Пацци и Якопо Пацци.

## Замысел
Заговорщики рассматривали Лоренцо Великолепного как тирана и апеллировали к прежним свободам республики. Заговор был замыслен Франческо и Якопо Пацци, приняли в нём участие в частности купец Бернардо Барончелли, священник Антонио Маффеи, монах Стефано де Баньоне, учивший латыни дочь Якопо Пацци, а также архиепископ Пизанский Франческо Сальвиати, непризнанный Лоренцо Медичи. Заговор был тайно поддержан папой Сикстом IV и Федерико да Монтефельтро, герцогом Урбинским.
Решительные действия заговорщики решили приурочить к приезду во Флоренцию молодого кардинала Рафаэля Риарио, которого архиепископ Сальвиати убедил посетить этот город. Заговорщики намеревались одновременно убить Лоренцо и Джулиано во время обеда по случаю прибытия высокого гостя, но Джулиано на обед не явился. Тогда было решено убить Медичи 26 апреля в церкви Санта-Мария-дель-Фьоре, где кардинал должен был отслужить литургию.

## Покушение
В условленное время, когда кардинал поднял Святые Дары и народ преклонил перед ними колени, убийцы, стоявшие подле Лоренцо и Джулиано, с кинжалами напали на братьев. Однако убить им удалось только Джулиано, нанеся ему удар по голове тяжелым предметом и 19 ножевых ранений. Франческо Пацци наносил ему настолько сильные удары, «что в ослеплении сам себе довольно сильно поранил ногу», — писал Никколо Макиавелли. Но заговорщики не смогли убить Лоренцо: лишь слегка поранив ему горло и встретив жестокое сопротивление, они вскоре обратились в бегство. Бернардо Бандини, разочарованный слабостью и медлительностью своих сообщников, сам бросился на Лоренцо, чтобы завершить начатое, однако последний уже успел укрыться в ризнице, отчего попытка его убийства оказалась тщетной.
В это же время архиепископ Сальвиати и литератор Якопо Браччолини (незадолго до этих событий назначенный секретарем кардинала Риарио) должны были захватить флорентийскую синьорию и провозгласить создание повстанческого правительства. Однако из-за тактических ошибок заговорщиков и решительных действий гонфалоньера Чезаре Петруччи план провалился.

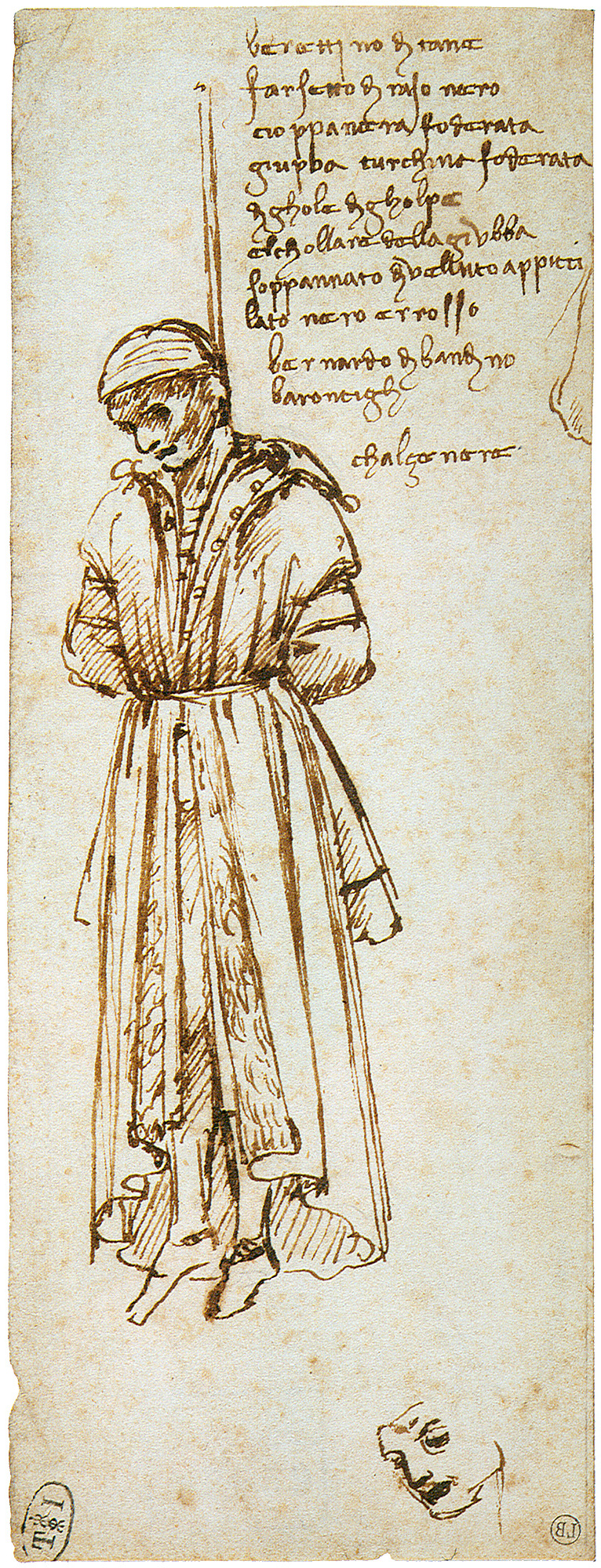
Леонардо да Винчи. Повешенный Бернардо ди Барончелли. Рисунок. 1479

## Последствия
Попытка поднять восстание под лозунгом восстановления республиканских свобод не удалась. Часть заговорщиков тут же нашли, и разъярённая толпа предала убийц самосуду; тех же, кому удалось убежать дальше, впоследствии также нашли и повесили на окнах палаццо Веккьо, в частности, самого Франческо Пацци и архиепископа Сальвиати. Такая же участь постигла и Якопо Пацци.
Всех оставшихся в живых членов этого семейства заключили в темницу, имущество дома было конфисковано: «Не было гражданина, который, безоружный или вооружённый, не являлся бы теперь в дом Лоренцо, чтобы предложить в поддержку ему себя самого и всё своё достояние», — такую любовь и сочувствие снискало себе семейство Медичи. Таким образом, заговор Пацци не только не смог низвергнуть владычество Медичи, но только укрепил его.
Бернардо Бандини Барончелли бежал и после долгих скитаний прибыл в Константинополь. Однако султан выдал его, он был привезён в цепях во Флоренцию и повешен на окнах того же Палаццо Веккьо 20 декабря 1479 года.
В ходе расследования Лоренцо узнал о связях заговорщиков с Папой Сикстом IV, что надолго испортило отношения между флорентийской правящей династией и Святым Престолом.

## В культуре
- Заговору Пацци посвящены первые главы романа Карела Шульца «Камень и боль» (1943).
- На заговоре Пацци построена почти вся первая половина игры Assassin's Creed II. Всех заговорщиков убил главный герой — ассасин Эцио Аудиторе, друг семьи Медичи. В отличие от оригинальных событий, в игре заговорщик Франческо Пацци был повешен не на окне, а сброшен на верёвке с крыши палаццо.
- В сериале «Демоны Да Винчи» показывается вражда Медичи и Пацци, участие Рима в заговоре и сам заговор. Несмотря на то, что в сериале подробно охвачен этот момент истории (целый эпизод 2-го сезона), события сильно искажены.
- В сериале «Медичи» весь 2-й сезон посвящен противостоянию семей Медичи и Пацци, где также раскрывается заговор от начала и до конца.
- Инспектор Пацци из романа Томаса Харриса «Ганнибал» является потомком семьи Пацци. В романе описаны сцены казни его предков.